# Bath (New York)
Bath város az USA New York államában. Lakosainak száma 11 424 fő (2020. április 1.).

## Népesség
A település népességének változása:
| Lakosok száma | 12 097 | 12 379 | 11 424 |
|               | 2000   | 2010   | 2020   |